# Lobilo Boba
Lobilo Boba (Brazzaville, Congo-Brazzaville, 10 de abril de 1950) es un exfutbolista de República Democrática del Congo nacido en República del Congo que jugaba en la posición de defensa.

## Carrera

### Club
Jugó toda su carrera con el AS Vita Club de 1970 a 1982, logrando ser campeón nacional en siete ocasiones, ganó seis copas nacionales y la Copa Africana de Clubes Campeones 1973.

### Selección nacional
Jugó para Zaire en 21 ocasiones de 1973 a 1980; ganó la Copa Africana de Naciones 1974 en la que también fue seleccionado dentro del equipo ideal del torneo, participó en la Copa Mundial de Fútbol de 1974 y en otros dos procesos fallidos de clasificación al mundial.

## Logros

### Club
- Linafoot (7): 1970, 1971, 1972, 1973, 1975, 1977, 1980
- Copa de Zaire (6): 1971, 1972, 1973, 1975, 1977, 1981
- Copa Africana de Clubes Campeones (1): 1973

### Selección nacional
- Copa Africana de Naciones (1): 1974

### Individual
- Equipo Ideal de la Copa Africana de Naciones 1974.
- Lista de los mejores 200 futbolistas africanos de la historia en 2006.[4]